# Ludovico Ariosto
Ludovico Ariosto (arjósto), italijanski književnik, * 8. september 1474, Reggio Emilia (v pokrajini Reggio Emilia), † 6. julij 1533, Ferrara.

## Življenje in delo
Ludovico Ariosto se je po študiju prava najprej posvetil samo humanistiki in poeziji, nato stopil v službo družine d'Este, bil v upravnih in dvornih službah ter nazadnje živel odmaknjeno javnemu življenju in se ponovno posvetil samo književnemu delu. Njegovo delo obsega pesmi, satire in komedije, napisane v antičnem slogu po zgledu Horacija in Katula. Glavno Ariostovo delo pa je ep Besneči Roland (nastajal v letih 1503−1521, razširjena verzija 1532), ki je nadaljevanje Boiardovega Zaljubljenega Orlanda. V Besnečem Rolandu je avtor prevzel na raven dvorskega epa povzdignjeno obliko viteškega romana potujočih pevcev. Delo je obveljalo za umetniški vrh renesančne epike.

## Druga dela
- Zamenjava
- Lena